# Чубалово
Чуба́лово — деревня в Павловском районе Нижегородской области. Входит в состав городского поселения город Горбатов.

## География
Деревня находится в 14 км к северу от Павлово и в 64 км к юго-западу от Нижнего Новгорода. Абсолютная высота над уровнем моря — 180 м..

### Часовой пояс
Чубалово находится в часовой зоне МСК (московское время). Смещение применяемого времени относительно UTC составляет +3:00.

## Население
| 2002 | 2010 |
| ---- | ---- |
| 25   | ↘8   |

Национальный состав
Согласно результатам переписи 2002 года, в национальной структуре населения русские составляли 100% из 25 человек.